# Sept en attente
Pour plus de détails, voir Fiche technique et Distribution.
Sept en attente est un film français réalisé par Françoise Etchegaray et sorti en 1996.

## Fiche technique
- Titre : Sept en attente
- Réalisation : Françoise Etchegaray
- Scénario : Françoise Etchegaray
- Photographie : Sabine Lancelin
- Son : Frédéric de Ravignan et Pascal Ribier
- Montage : Emmanuelle Poinsot
- Musique : Clément Masdongar
- Production : Les Films de la Grenade
- Pays  :  France
- Durée : 90 minutes
- Date de sortie : France - 6 mars 1996

## Distribution
- Clémentine Amouroux : Clémence
- Richard Bean
- Marpessa Dawn
- Marie Rivière
- Éric Viellard